# Muhammad Brahmi
Muhammad Brahmi (arab. محمد براهمي; ur. 15 maja 1955 w Sidi Bu Zajd, zm. 25 lipca 2013 w Tunisie) – tunezyjski polityk, twórca i pierwszy przywódca Ruchu Ludowego.

## Życiorys
Był absolwentem Wyższego Instytutu Zarządzania Uniwersytetu w Tunisie, dyplom końcowy uzyskał na kierunku księgowość w 1982. Przez dwa lata wykładał ekonomię i zarządzanie w szkole technicznej w Manzil Bu Rukajba. Następnie został zatrudniony w Biurze ds. Irygacji. Od 1985 do 1993 utrzymywał się z pracy w branży nieruchomości. Od 1994 do 2004 pracował w Agencji Współpracy Technicznej w Arabii Saudyjskiej, następnie od 2004 był menedżerem agencji nieruchomości.
W 2005 utworzył Ruch Unionistyczny – organizację nawiązującą do koncepcji politycznych Gamala Abdela Nasera (naseryzmu). Za rządów ibn Alego była ona nielegalna.
Po rewolucji w Tunezji utworzył partię o nazwie Ruch Ludowy, która weszła następnie do lewicowej koalicji Frontu Ludowego. Zasiadał w zwołanym po rewolucji Zgromadzeniu Konstytucyjnym.
Jego partia pozostawała w opozycji wobec rządu islamskiej Partii Odrodzenia, która doszła do władzy po rewolucji. Należał do przywódców lewicowej i sekularystycznej opozycji, chociaż sam był praktykującym muzułmaninem. Identyfikował się z koncepcjami panarabskimi i socjalistycznymi.
Zamordowany 25 lipca 2013 przed swoim domem w Tunisie. Został postrzelony w samochodzie przez nieznanego sprawcę na oczach żony Mubaraki i córki Balkis. Zmarł w szpitalu. Rodzina Brahmiego oskarżyła o zainspirowanie zamachu Partię Odrodzenia. Kwestia ta nie została dotąd rozstrzygnięta. Zdaniem rządu zamachu dokonali salafici.
Po jego śmierci w Tunisie i innych miastach kraju wybuchły zamieszki, których uczestnicy domagali się dymisji rządu. Premier Ali Larajedh potępił zabójstwo, stwierdził jednak, że obecny gabinet nie ustąpi. Według medialnych doniesień w kilku miejscowościach demonstracje antyrządowe były rozpędzane przy pomocy gazu łzawiącego. W zamieszkach zginęła jedna osoba.
Jego państwowy pogrzeb zgromadził tysiące uczestników.